# Папуша (филм)
Папуша (пољ. Papusza) је пољски црно-бели филм из 2013. године о животу ромске песникиње Брониславе Вајс. Филм су режирали Џоана Кос Крауце и Криштоф Крауце, а главну улогу у филму имала је Јовита Будник.

## Синопсис
Уместо класичног биографског филма аутори приказују дешавања из живота Брониславе, али и догађаје битне за модерну историју Рома у Пољској. Црно-бела фотографија доприноси поетичности филма и сведочанство је многобројних ромских лутања у предвечерје Другог светског рата. Аутори проблематизују нестајање ромских предања, физичке и моралне губитке кроз које су претрпели због одрицања од номадске егзистенције. Иако је центар интересовања филма Папуша, тек се у његовој другој половини склапају делови приче који се односе на њену младост, несрећан брак, песничку личност и стваралаштво. Филм се развија на неколико равни и захтева будност публике у праћењу личне трагедије једне жене којој је поезија донела славу и проклетство.

## Постава
- Јовита Будник као Бронислава Вајс
- Збигниев Валерис као Дионизи Ваја
- Антони Павлицки као Јиржиј Фицовски
- Анджеј Валден као Јулиан Тувим
- Себастиан Весоловски као Тарзан, Папушн син
- Палома Мирга као млада Папуша
- Артур Стеранко као поручник Чарнецки
- Карол Парно Гјерлињски као ромски вођа
- Јежи Гудејко као министар[3]

## Награде
- Филмски фестивал у Гдињи - Награда „Златни мачићи”, најбоља споредна улога (Збигниев Валерис), најбоља шминка (Ана Нобел Нобјелска), награда за музику (Јан Канти Павлускиевич)
- Међународни филмски фестивал у Карловим Варима - Специјална награда жирија
- Међународни фестивал филмске камере „Браћа Манаки” - „Бронзана камера 300” награда
- Филмски фестива „Тадеуш Шимков” - Награда „Златно штене” за најбољу споредну улогу (Збигниев Валерис)
- Међународни филмски фестивал у Ваљадолиду - Награда младог жирија, најбољи режисер (Џоана Кос Крауце и Криштоф Крауце) и најбоља улога (Збигниев Валерис)
- Филмски фестивал у Солуну - Награда „Отворени хоризонти”